# Tim Prica
Tim Prica, né le 23 avril 2002 à Helsingborg en Suède, est un footballeur suédois qui évolue au poste d'avant-centre à l'IFK Norrköping.

## Biographie

### Malmö FF
Né à Helsingborg en Suède, Tim Prica passe par le Maccabi Tel-Aviv avant de rejoindre le Malmö FF à l'âge de 12 ans. Il y signe son premier contrat en août 2018, à l'âge de 16 ans,.
Il joue son premier match en professionnel le 18 juillet 2019, lors d'une rencontre qualificative pour la Ligue Europa face à Ballymena United. Il entre en jeu à la place de Guillermo Molins lors de cette rencontre remportée par son équipe sur le score de quatre buts à zéro. Un mois plus tard, le 18 août, Prica fait sa première apparition dans l'Allsvenskan, l'élite du football suédois, contre Falkenbergs FF. Il entre en jeu à la place de Felix Beijmo et Malmö s'impose largement (5-0).

### Aalborg BK
Lors de l'été 2020 il rejoint l'Aalborg BK, signant un contrat courant jusqu'en 2024. Il fait sa première apparition sous ses nouvelles couleurs le 13 septembre 2020, lors de la première journée de la saison 2020-2021 de Superligaen contre le Lyngby BK. Il entre en jeu à la place de Tom van Weert et se fait expulsé dix minutes plus tard. Les deux équipes se neutralisent ce jour-là (0-0). Il inscrit son premier but pour Aalborg le 28 février 2021 contre le FC Nordsjælland, en championnat. C'est également son premier but en professionnel. Il égalise ce jour-là après l'ouverture du score de Tochi Chukwuani et les deux équipes se séparent sur un match nul (2-2 score final).

### WSG Tirol
Après avoir prolongé son contrat avec l'Aalborg BK jusqu'en juin 2025, Tim Prica est prêté le 24 janvier 2022 pour un an et demi en Autriche, au WSG Tirol,,.

### IFK Norrköping
Le 23 février 2024, Tim Prica fait son retour en Suède en signant en faveur de l'IFK Norrköping pour un contrat courant jusqu'en décembre 2027.

### En sélection
Il est sélectionné avec l'équipe de Suède des moins de 17 ans pour participer au championnat d'Europe des moins de 17 ans en 2019. Lors de cette compétition organisée en Irlande, il est titulaire au poste d'avant-centre et joue les trois matchs de son équipe. Il se fait remarquer en marquant un but dans le dernier match contre l'Angleterre (1-3 score final). La Suède est éliminée dès la phase de groupe.
Tim Prica joue son premier match pour l'équipe de Suède espoirs le 3 juin 2021, lors d'un match amical contre la Finlande. Il est titularisé et son équipe s'impose par deux buts à zéro.

### Style de jeu
Tim Prica est un attaquant polyvalent. Si son poste de prédilection est avant-centre, il est capable d'évoluer en deuxième attaquant ou en tant qu'ailier droit. Doté d'une bonne frappe de balle, qui lui a servi à tirer les coups francs notamment avec les jeunes de Malmö, il est décrit comme un joueur bon dos au but et capable de jouer dans les petits espaces, ne cédant pas à la pression adverse.

### Vie personnelle
Il est le fils de Rade Prica, ancien footballeur professionnel.